# Hubert Heiss
Pour les articles homonymes, voir Heiss.

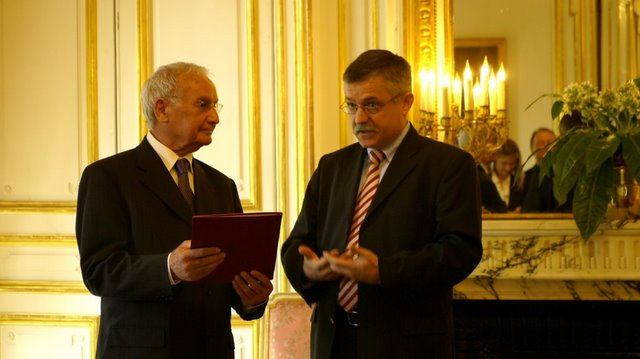
Robert Hébras et l'ambassadeur d’Autriche, Hubert Heiss

Hubert Heiss, né en 1955 à Faggen (district de Landeck, Tyrol) est un diplomate autrichien.

## Biographie
Après avoir effectué sa scolarité à Salzbourg, Hubert Heiss suit des études de sciences économiques et commerciales à l'université d'Innsbruck et à l'université des sciences économiques de Vienne. 
De 1982 à 1985, il est attaché commercial auprès de l'ambassade d'Autriche à Alger. Entre 1985 et 1987, il est délégué commercial adjoint à Londres. De 1989 à 1999, il travaille au ministère des Affaires étrangères à Vienne, à la direction de la politique économique et d'intégration, avant de devenir conseiller de l'ambassade autrichienne auprès de la Communauté économique européenne en 1991. De 1995 à 1999, il occupe les fonctions de ministre plénipotentiaire et adjoint au chef de mission de la représentation autrichienne auprès de l'Union européenne à Bruxelles. 
En 1999, Hubert Heiss revient au ministère des Affaires étrangères à Vienne comme sous directeur de l'environnement, du transport et de l'énergie. En 2000, il rejoint la chancellerie fédérale, c'abord comme directeur du bureau de coordination de la politique gouvernementale générale, puis en 2003, en tant que directeur général de la coordination.
En juin 2007, Hubert Heiss devient ambassadeur en France, également accrédité auprès de la Principauté de Monaco. 
Le 17 mars 2008, à l'ambassade à Paris, Robert Hébras, un des deux derniers survivants du massacre d'Oradour-sur-Glane pendant l'occupation de la France par les Nazis, reçoit le prix prix autrichien pour la mémoire de l'Holocauste. Il est honoré pour son engagement inouï et exemplaire en tant que témoin contre l'oubli, aussi bien que pour son engagement passionné en matière de réconciliation après la Seconde Guerre mondiale entre les Allemands, les Français et les Autrichiens.
Il quitte Paris en 2011 et retrouve le ministère des Affaires étrangères où il est chargé de la coordination avec l'UE et des affaires de politique économique.
En 2016, il est nommé ambassadeur au Japon.

## Décorations
- Commandeur d'or de l'ordre du Mérite
- Grand cordon de l'ordre du Soleil levant